# 金坑岭水库
金坑岭水库是中国浙江省金华市浦江县境内的一座水库，位于浦阳江支流金坑溪上，建于1974年。水库正常库容为1880万立方米，集雨面积为88平方千米，海拔为172.5米。